# RIMKLA
RIMKLA (англ. Ribosomal modification protein rimK like family member A) – білок, який кодується однойменним геном, розташованим у людей на 1-й хромосомі. Довжина поліпептидного ланцюга білка становить 391 амінокислот, а молекулярна маса — 42 864.
| 10         |  | 20         |  | 30         |  | 40         |  | 50         |
| ---------- |  | ---------- |  | ---------- |  | ---------- |  | ---------- |
| MCSQLWFLTD |  | RRIREDYPQV |  | QILRALRQRC |  | SEQDVRFRAV |  | LMDQIAVTIV |
| GGHLGLQLNQ |  | KALTTFPDVV |  | LVRVPTPSVQ |  | SDSDITVLRH |  | LEKLGCRLVN |
| RPQSILNCIN |  | KFWTFQELAG |  | HGVPMPDTFS |  | YGGHEDFSKM |  | IDEAEPLGYP |
| VVVKSTRGHR |  | GKAVFLARDK |  | HHLSDICHLI |  | RHDVPYLFQK |  | YVKESHGKDI |
| RVVVVGGQVI |  | GSMLRCSTDG |  | RMQSNCSLGG |  | VGVKCPLTEQ |  | GKQLAIQVSN |
| ILGMDFCGID |  | LLIMDDGSFV |  | VCEANANVGF |  | LAFDQACNLD |  | VGGIIADYTM |
| SLLPNRQTGK |  | MAVLPGLSSP |  | REKNEPDGCA |  | SAQGVAESVY |  | TINSGSTSSE |
| SEPELGEIRD |  | SSASTMGAPP |  | SMLPEPGYNI |  | NNRIASELKL |  | K          |

A: Аланін

C: Цистеїн

D: Аспарагінова кислота

E: Глутамінова кислота

F: Фенілаланін

G: Гліцин

H: Гістидин

I: Ізолейцин

K: Лізин

L: Лейцин

M: Метіонін

N: Аспарагін

P: Пролін

Q: Глутамін

R: Аргінін

S: Серин

T: Треонін

V: Валін

W: Триптофан

Кодований геном білок за функціями належить до лігаз, фосфопротеїнів. 
Білок має сайт для зв'язування з АТФ, нуклеотидами, іонами металів, іоном магнію, іоном марганцю. 
Локалізований у цитоплазмі.